# Gibrien
Gibrien ou Saint Gibrien de Coolus (+ 509) est un saint irlandais, dans la mouvance de Colomban de Luxeuil.
Saint Gibrien est fêté le 8 mai.

## Histoire et tradition

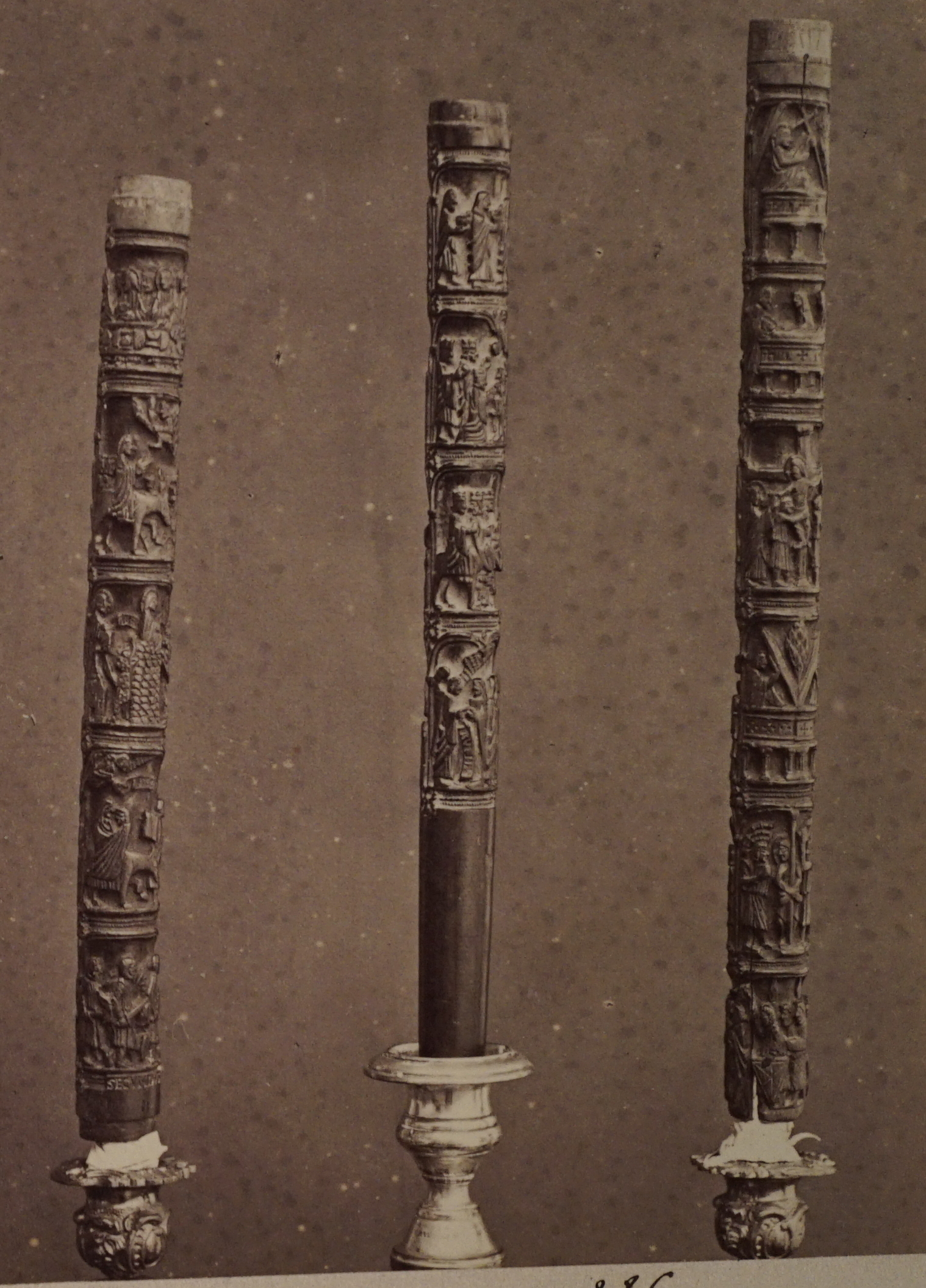
Baton de Gibrien.

Gibrien avait neuf frères et sœurs. Son frère saint Trésain et lui-même furent ordonnés prêtres par Saint Remi de Reims, tandis que sa sœur sainte Prompse l'accompagna dans l'évangélisation de la Champagne. 
On a conservé de lui une pièce de bois sculpté nommée bâton de Saint Gibrien, actuellement conservée au Musée de Reims.
La chapelle où il avait été enseveli avait été dévastée par les Normands vers 892. C'est au Xe siècle que, sous ce qui restait de la chapelle ruinée, on découvrit le corps de Gibrien, resté intact. Cette précieuse relique fut alors transférée sur un autel de l'abbaye de Saint-Remi à Reims avec une chasse d'or et d'argent. Cette chasse est fondue pour nourrir les pauvres lors d'une famine sous Philippe Ier.
L'abbé Odon décida, au XIIe siècle de réaliser la reconnaissance et la translation des reliques de saint Gibrien. Il commanda donc une nouvelle châsse à l'orfèvre Hubert, réfugié dans l'enceinte de l'abbaye, et la translation se déroula le 16 avril 1145. 
Dès lors, alors qu'il avait été oublié depuis six siècles, des miracles se perpétrèrent sur la châsse du saint. Les foules se pressaient, à tel point qu'Odon dut déléguer un moine, Baudoin, pour enregistrer toutes les déclarations de miracles. Il nota donc les noms de tous ceux venus chercher la guérison qui repartirent délivrés de leur mal.
Un village du département de la Marne porte son nom. La légende raconte que c'est là qu'il mourut.

## Sources et liens
- Les saints au Moyen Âge - Régine Pernoud - Éditions Plon - 1984.
- Sigal Pierre-André, "Maladie, pèlerinage et guérison au XIIe siècle. Les miracles de saint Gibrien à Reims" in Annales. Économies, Sociétés, Civilisations. 24e année, N. 6, 1969. pp. 1522-1539.